# فرماندهی نیروهای ناوگان ایالات متحده آمریکا
فرماندهی نیروهای ناوگان ایالات متحده آمریکا (انگلیسی: United States Fleet Forces Command) از فرماندهی‌های خدماتی نیروی دریایی ایالات متحده آمریکا است که نیروهای دریایی را در اختیار طیف گسترده‌ای از نیروهای مسلح ایالات متحده قرار می‌دهد. 
این ناوگان در ابتدا تحت عنوان ناوگان اقیانوس اطلس ایالات متحده در سال ۱۹۰۶ تشکیل شد و از اوایل قرن بیستم بخشی جدایی ناپذیر از نیروهای دفاعی ایالات متحده آمریکا بوده است. در سال ۲۰۰۲ ناوگانی شامل بیش از ۱۱۸۰۰۰ پرسنل نیروی دریایی و تفنگداران دریایی بود که ۱۸۶ کشتی و ۱۳۰۰ هواپیما تحت امر خود داشت و منطقه تحت مسئولیت آن شامل؛ اقیانوس اطلس از قطب شمال تا قطب جنوب، دریای کارائیب، خلیج مکزیک و اقیانوس آرام بود. در سال ۲۰۰۶ ناوگان اقیانوس اطلس ایالات متحده به فرماندهی نیروهای ناوگان ایالات متحده تغییر نام داد. 
ستاد فرماندهی نیروهای ناوگان ایالات متحده آمریکا در شهر نورفک، ویرجینیا قرار دارد. مأموریت این فرماندهی؛ سازماندهی، آموزش و تجهیز نیروهای دریایی برای تخصیص به فرماندهی‌های رزمی است. فرماندهی نیروهای ناوگان ایالات متحده بخشی از فرماندهی شمالی ایالات متحده آمریکا است و تحت امر فرماندهی راهبردی ایالات متحده آمریکا فعالیت می‌کند.